# Мерл принсипійський

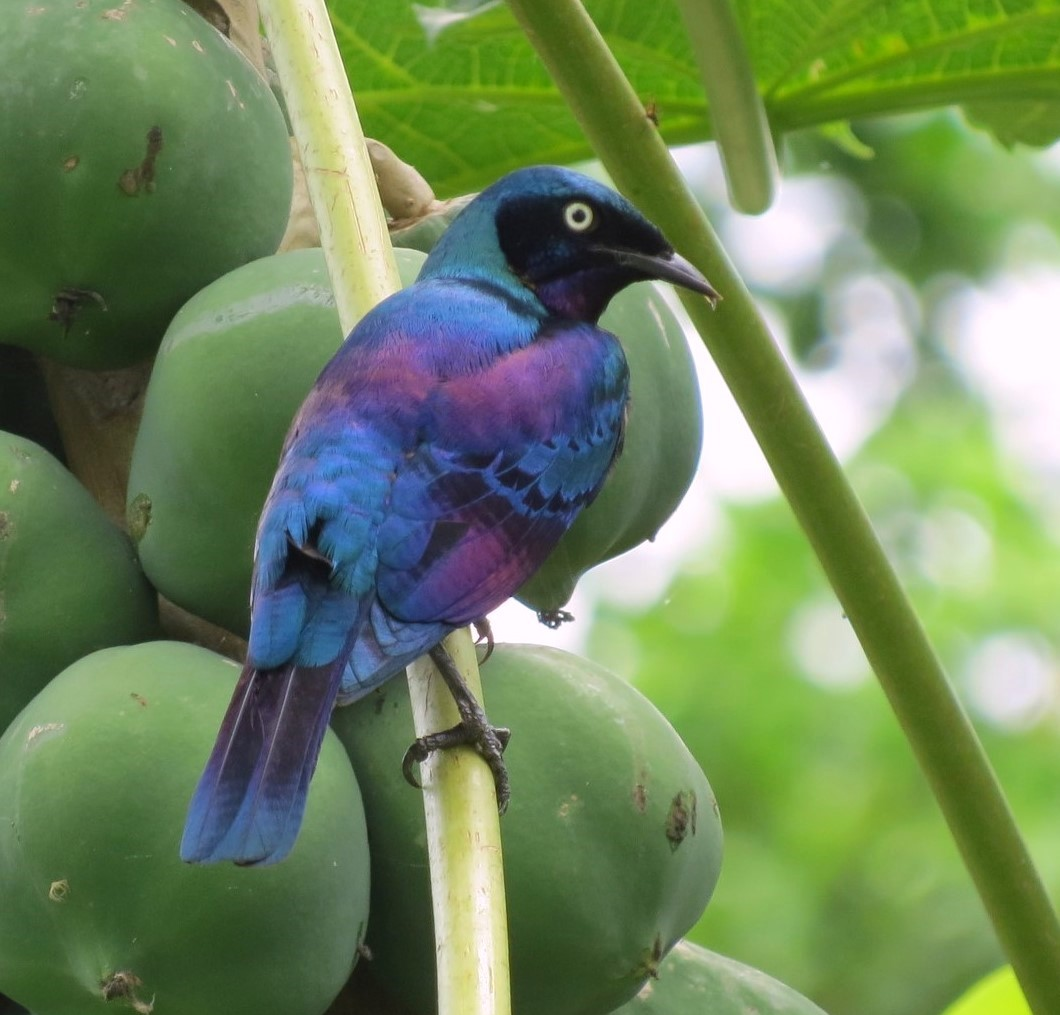
Принсипійський мерл

Мерл принсипійський (Lamprotornis ornatus) — вид горобцеподібних птахів родини шпакових (Sturnidae). Ендемік Сан-Томе і Принсіпі.

## Поширення та екологія
Принсипійські мерли є ендеміками острова Принсіпі у Гвінейській затоці. Вони живуть у вологих тропічних лісах і на плантаціях.